# Tephritis euarestelloides
Tephritis euarestelloides
 es una especie de insecto díptero que Richter describió científicamente por primera vez en el año 1975.
Esta especie pertenece al género Tephritis de la familia Tephritidae.